# 拉古尼亞斯 (梅里達州)

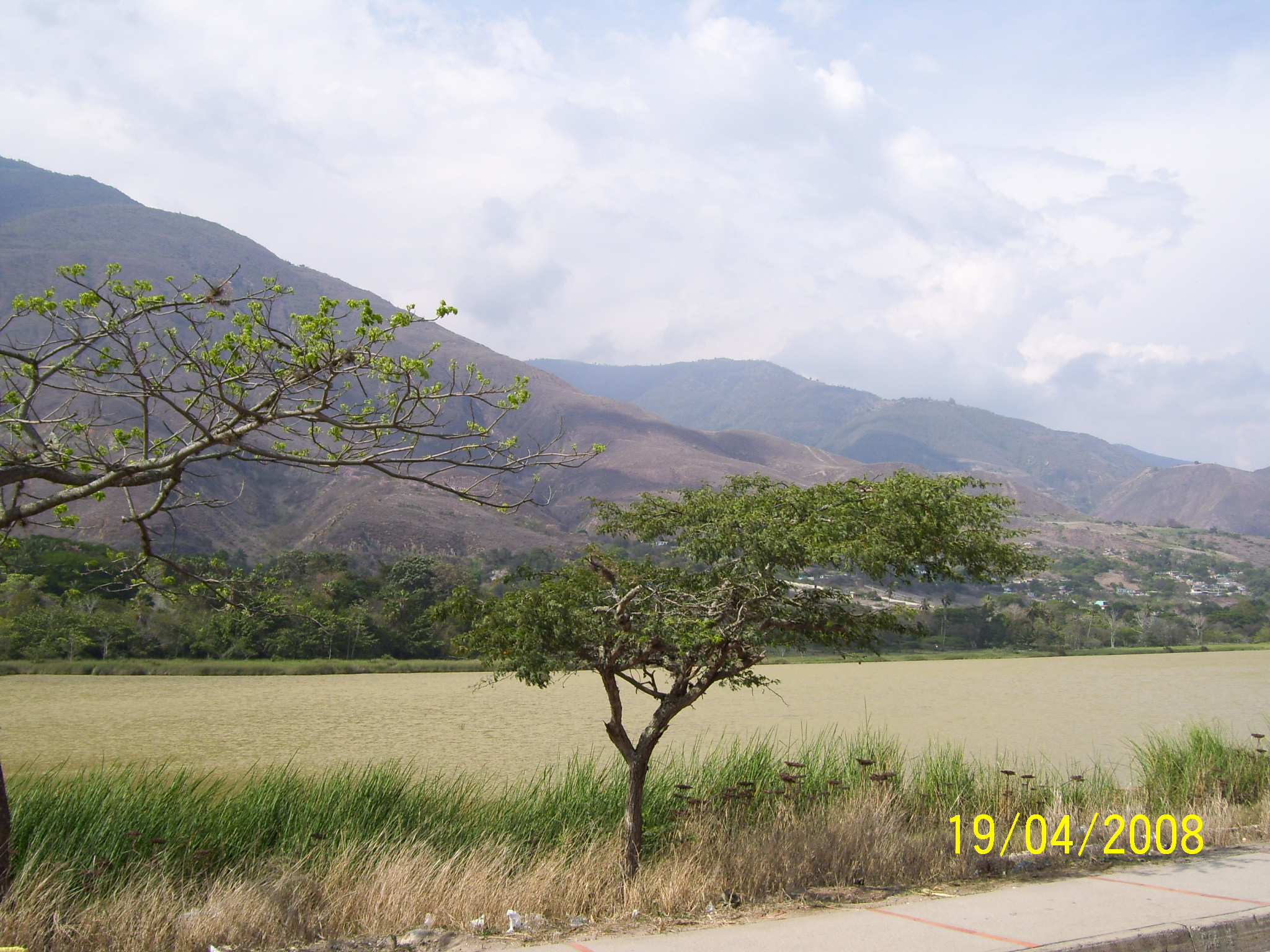

拉古尼亞斯（西班牙語：Lagunillas），是委內瑞拉的城鎮，位於該國西部梅里達州，是蘇克雷市的首府，距離梅里達市30公里，海拔高度1,070米，平均溫度22.5攝氏度，人口42,717。